# Ampelocissus artemisiifolia
Ampelocissus artemisiifolia — вид квіткових рослин з родини виноградових (Vitaceae). Ареал охоплює такі країни: Китай (Сичуань, Юньнань). Населяє ліси й чагарники на висотах 1600–1800 метрів.

## Біоморфологічна характеристика
Ліана дерев'яниста; гілочки округлі в перерізі, з поздовжніми гребенями, густо повстяні з білими волосками; вусики роздвоєні. Листя трійчасте; ніжка листка 2.5–4 см завдовжки; листочки знизу з щільним білим павутиноподібним войлоком, знизу з рідкісним павутиноподібним войлоком, бічні жилки 4 або 5 пар, прожилки непомітні; центральний листочок овальний або ромбічний, іноді розщеплений або розділений, 3–6 × 2–3 см, край з 5–14 округлими та тупими зубцями з кожного боку, верхівка гостра або загострена; бічні листочки овальні, 2–5.5 см, основа дуже асиметрична, край з 5–11 округлими та тупими зубцями, верхівка гостра або тупа. Чашечка блюдцеподібна, гола, хвилясто-лопатева. Пелюстки вузько овальні, 1.4–1.8 мм, голі. Ягода куляста, 7–8 мм у діаметрі, 2- або 3-насінна. Насіння довгасте.
Період цвітіння: червень. Період плодіння: серпень. 